# Chlorisanis basirufofemoralis
Chlorisanis basirufofemoralis är en skalbaggsart som beskrevs av Stefan von Breuning 1957. Chlorisanis basirufofemoralis ingår i släktet Chlorisanis och familjen långhorningar. Inga underarter finns listade i Catalogue of Life.